# Carranglan
Carranglan è una municipalità di terza classe delle Filippine, situata nella Provincia di Nueva Ecija, nella regione di Luzon Centrale.
Carranglan è formata da 17 baranggay:
- Bantug
- Bunga
- Burgos
- Capintalan
- D.L. Maglanoc Pob. (Bgy.III)
- F.C. Otic Pob. (Bgy. II)
- G.S. Rosario Pob. (Bgy. IV)
- General Luna
- Joson (Digidig)
- Minuli
- Piut
- Puncan
- Putlan
- R.A.Padilla (Baluarte)
- Salazar
- San Agustin
- T.L. Padilla Pob. (Bgy. I)